# Centerville, Minnesota
Centerville là một thành phố thuộc quận Anoka, tiểu bang Minnesota, Hoa Kỳ. Năm 2010, dân số của thành phố này là 3792 người.

## Dân số
- Dân số năm 2000: 3202 người.
- Dân số năm 2010: 3792 người.